# Vuelo 827 de ABX Air
El Vuelo 827 de ABX Air fue un vuelo de prueba (FEF) desde el Aeropuerto Internacional Piedmont Triad en Greensboro, el 22 de diciembre de 1996, el Douglas DC-8-63F con registro N827AX que operaba el vuelo, se estrelló  poco después de realizar una prueba de recuperación de una entrada en pérdida. Nadie a bordo sobrevivió al fuerte impacto.

## Aeronave
La aeronave involucrada en el accidente era era un Douglas DC-8-63 con registrado N827AX. El DC-8 había sido construido en 1967 y anteriormente había sido propiedad de KLM como un avión de pasajeros (con matrícula PH-DEB) y luego de Capitol Air y National Airlines (matrícula N929R). En enero de 1986, el avión fue convertido en carguero y entregado a Emery Worldwide (con la misma matrícula). ABX Air (una subsidiaria de Airborne Express) compró al DC-8 el 17 de junio de 1996, más de seis meses antes del accidente. El avión fue rematriculado como N827AX. La aeronave se había sometió a una revisión general y fue entregado a ABX Air el 15 de diciembre del mismo año, justo una semana antes del accidente. El avión estaba propulsado por cuatro motores turbofán Pratt & Whitney JT3D-7. En el momento del accidente, el avión había volado 62.800 horas y nueve minutos con 24.234 ciclos de despegue y aterrizaje.: 7 

### Revisión
La revisión general del DC-8 estuvo a cargo de la Triad International Maintenance Corporation (TIMCO) en el Aeropuerto Internacional Piedmont Triad en Greensboro, Carolina del Norte.: 1  Durante la revisión general, el DC-8 recibió importantes actualizaciones en la aviónica, incluida la instalación de un sistema electrónico de instrumentos de vuelo (EFIS) y se quitaron los cuatro motores. Dos de ellos fueron revisados y reinstalados en el avión, mientras que los otros dos fueron reemplazados por completo por diferentes motores JT3D-7 de ABX Air. Se instalaron varios kits de silenciamiento en todos los motores para reducir el ruido. El sistema de advertencia de entrada en pérdida del avión fue probado y declarado como  "funcional".: 7–8 

## Tripulación de vuelo
En lugar de un capitán, un copiloto y un ingeniero de vuelo, la tripulación del vuelo 827 estaba formada por dos capitanes (uno estaría volando el avión y el otro estaría a cargo de la supervisión) y un ingeniero de vuelo. También había tres técnicos a bordo.: 4 
El capitán que supervisaba el vuelo era Garth Avery, de 48 años, que había trabajado para Airborne Express desde 1988 y tenía 8.087 horas de vuelo, incluidas 869 horas en el DC-8. Iba sentado en el asiento derecho. Avery también era el jefe de vuelos del Boeing 767 de la aerolínea, así también como instructor de vuelo.: 4–5 
El capitán al mando del vuelo era William "Keith" Lemming, de 37 años, que había trabajado para Airborne Express desde 1991 y había registrado 8.426 horas de vuelo, 1.509 de ellas en el DC-8. Iba sentado en el asiento izquierdo. Lemming era el encargado de los estándares de vuelo del DC-8 de Airborne Express (el puesto había sido ocupado anteriormente por el capitán Avery) y había sido piloto de Trans World Airlines.: 2, 5 
El ingeniero de vuelo era Terry Waelti, de 52 años, quien, al igual que el capitán Avery, había estado con Airborne Express desde 1988. Waelti tenía 7.928 horas de vuelo, incluidas 2.576 horas en el DC-8. También fue examinador del DC-8 designado por la Administración Federal de Aviación (FAA). Waelti había estado en la Fuerza Aérea de los Estados Unidos (USAF) y fue uno de los primeros ingenieros de vuelo de la USAF en ser calificado para el Boeing E-4B.: 5–6 
Los tres técnicos eran Edward Bruce Goettsch, de 48 años, Kenneth Athey, de 39, y Brian C. Scully, de 36. Goettsch y Athey trabajaban para Airborne Express, mientras que Scully trabajaba para la empresa TIMCO.

## Accidente
El vuelo 827 había sido programado inicialmente para despegar del Aeropuerto Internacional Piedmont Triad en Greensboro el 16 de diciembre, pero se retrasó debido a las pruebas y evaluaciones de mantenimiento. Luego se intento despegar el 21 de diciembre pero a último momento fue cancelo debido a un problema hidráulico. El vuelo 827 finalmente despegó a las 17:40 hora estándar del este (EST) de la noche del 22 de diciembre de 1996, después de sufrir un retraso debido a tareas de mantenimiento adicionales. El vuelo ascendió a 9000 pies (2700 m) y luego a 14 000 pies (4300 m).: 1-2 
El Douglas DC-8 despegó bajo las reglas de vuelo instrumental (IFR). Después de despegar de Greensboro, el avión debía volar hacia el noroeste sobre el V-O-R del aeropuerto New River Valley, en el condado de Pulaski, Virginia, luego a Beckley, Virginia Occidental, seguido por otros puntos de referencia en Kentucky y Virginia, y luego regresar al aeropuerto en Greensboro. Se esperaba que el vuelo durara dos horas.: 2 
Poco después de alcanzar los 14.000 pies (4.300 m), el avión comenzó a experimentar los efectos del engelamiento, según la grabadora de voz de cabina (CVR):

Capitán Lemming: estamos teniendo un poco de hielo.... y probablemente salgamos de esto.: 2 

Se realizaron varias pruebas del tren de aterrizaje, hidráulicas y de motor sin incidentes. A las 18:05, el ingeniero de vuelo Waelti dijo: 

Ingeniero de vuelo: lo siguiente en la lista es la recuperación de una entrada en pérdida.

Los pilotos redujeron la velocidad del avión hasta que se activara el Stick Shaker, y este registrará la velocidad de una entrada en pérdida y este alcanzará la velocidad de activación del Stick Shaker, y luego recuperarían el control del avión. En otras palabras, la tripulación de vuelo causaría una entrada en pérdida deliberadamente como parte del vuelo de prueba.

Capitán Avery: No subas de 184 nudos (212 mph; 341 km/h)

Ingeniero de vuelo Waelti: el Stick Shaker se tiene que activar a los 128 nudos (147 mph; 237 km/h)

Los 128 nudos eran 6 nudos (6,9 mph; 11 km/h) más alta que la velocidad de pérdida calculada. La tripulación de vuelo comenzó a reducir gradualmente la velocidad del DC-8 a 1 nudo (1,2 mph; 1,9 km/h) por segundo.: 2 
A las 18:07 se aumentó la potencia del motor. Un minuto después, a las 18:08, se experimentó una sensación de turbulencia a 149 nudos (171 mph; 276 km/h).: 12 

- Sonido similar al del motor aumentando la velocidad *

Capitán Lemming: hay algunos buffets.
Capitán Avery:	Sí, es bastante temprano para que aparezcan.
Sonido interno:	*Sonido de traqueteo del fuselaje*

Ingeniero de vuelo Waelti: Eso... de ahí es una entrada en pérdida… no hay ningún movimiento [del Stick shaker].

El DC-8 iba a 145 nudos (167 mph; 269 km/h).: 3   Sin embargo, el Stick Shaker no se había activado. La velocidad disminuyó a 126 nudos (145 mph; 233 km/h) y el avión entró en una verdadera entrada en pérdida.: 11 

Capitán Lemming: Ok esto ya no es bueno, cancela la prueba, máxima potencia..!

Sonido externo: *los motores comienzan a acelerar*

Aunque los cuatro motores comenzaron a acelerar, el motor n.º 2 aceleró demasiado lento.: 11  Posteriormente, el motor n.°2 falló.: 12,15 Algunos testigos afirmaron que escuchaban sonidos extraños en el cielo al momento que el vuelo 827 caía rápidamente.: 3    A las 18:09, el Controlador de Tráfico Aéreo (ATC) vio el rápido descenso y preguntó a la tripulación:

ATC: ¿Están bien... Airborne 827? Desean descender de emergencia?

Capitán Avery: Sí, señor.....

A las 18:09:35, el sistema de alerta de proximidad al terreno (GPWS) se activó:

Alarma:  ¡¡TERRAIN, TERRAIN, PULL UP!!'
Alarma: ¡¡STALL!!, ¡¡STALL!!
Capitán Lemming: No puedo bajarlo... Ayúdame!
Capitán Avery: lo intento... no responde!!
Alarma: ¡¡TERRAIN, TERRAIN, PULL U-

"Fin de la transmisión"

A las 18:09:38, el DC-8 se estrelló contra una montaña mientras viajaba a más de 240 nudos (280 mph; 440 km/h) en una posición de nariz abajo y alas abajo de 26 y 52 grados, respectivamente. La elevación del lugar del accidente era de 3.400 pies (1.000 m) sobre el nivel medio del mar (MSL).: 3, 12  El avión impactó bruscamente.  Las 6 personas a bordo murieron.: 3–4 

## Investigación
La investigación estuvo a cargo de la Junta Nacional de Seguridad en el Transporte (NTSB). Los investigadores llegaron horas después al lugar del accidente.: 55  Ambas cajas negras fueron recuperadas a la mañana siguiente.: 55  Los equipos de emergencia también recuperaron los seis cuerpos de la tripulación a bordo. Los esfuerzos para encontrar el lugar del accidente se vieron obstaculizados inicialmente debido a su ubicación remota en la montaña.
Los controles de vuelo del DC-8 fueron destruidos en el accidente, pero la NTSB recuperó dos tornillos de ajuste del estabilizador horizontal.
La NTSB recreó la entrada en pérdida en un simulador de vuelo. En la simulación, el Stick Shaker se activó a 144 nudos (166 mph; 267 km/h). A pesar de que la entrada en pérdida se profundizó, no se produjeron cabeceos inesperados con la nariz del DC-8 hacia abajo ni balanceos laterales en el simulador. La disminución de la velocidad aerodinámica hizo que la nariz se inclinarse hacia arriba.: 14 
En 1991, otro DC-8 de Airborne Express entró en pérdida durante un vuelo de prueba similar, pero los pilotos lograron recuperarse y la prueba continuó sin más incidentes. En el incidente de 1991, el Stick Shaker se activó al mismo tiempo que se produjo la sensación de traqueteo del fuselaje. La Administración Federal de Aviación (FAA) emitió una directiva de aeronavegalidad de recuperación al momento de entrar en una entrada en pérdida para Airborne Express, que acordó incorporar. Sin embargo, la aerolínea solo había incorporado parcialmente el procedimiento en el momento del accidente del vuelo 827.: 21 
El Manual de Operaciones de Vuelo de Airborne Express contenía solo una sección corta denominada "Vuelos de prueba" y los requisitos para los vuelos de prueba eran:

(...) los vuelos de prueba nocturnos se pueden realizar únicamente cuando el techo de nubes sea informado de 800 pies o más y la visibilidad informada sea de 2 millas o más, y el pronóstico meteorológico indique que el techo de nubes y la visibilidad se mantendrán en esos límites o por encima de ellos durante la duración del vuelo de prueba. Los vuelos de prueba nocturnos realizados por el personal de supervisión se pueden realizar con parámetros mínimos más bajos cuando las circunstancias lo justifiquen.

—  Airborne Express, Manual de operaciones de vuelo.

En el momento del accidente habían lluvias dispersas y el techo de nubes se encontraba entre 14.000 pies (4.300 m) y 15.000 pies (4.600 m). Las condiciones meteorológicas de la  superficie reportadas en el aeropuerto del condado de Mercer en Bluefield indicaban que la visibilidad era de 2 millas. : 10 
Debido a que el DC-8 sufrió de los efectos del engelamiento,  experimentó un traqueteo de 12 nudos (14 mph; 22 km/h) antes de alcanzar la velocidad de pérdida. La grabadora de datos de vuelo (FDR) indicó que el DC-8 había entrado en una entrada en pérdida real a 126 nudos (145 mph; 233 km/h), 4 nudos antes de alcanzar la velocidad de pérdida. La NTSB concluyó que la formación de hielo en las alas no era lo suficientemente grave para ser un factor en el accidente.: 32–34 
A pesar de que el capitán Lemming decidió cancelar la prueba de recuperación de entrada en pérdida, tiró hacia atrás de la columna de control de 5 a 10 grados, lo que permitió que el DC-8 entrara en una entrada en pérdida real.: 32  La NTSB señala que probablemente hizo esto en un intento de establecer una actitud de cabeceo y un ajuste de potencia en los motores adecuadamente.: 32 
El capitán Avery no se dio cuenta de las acciones incorrectas en el control de vuelo realizadas por el capitán Lemming, aunque intentó instruir a Lemming sobre cómo recuperar al DC-8 del ángulo de banqueo excesivo, este no logró recuperarse de la pérdida de sustentación. Además, no mejoró sus instrucciones ni tomó el control del DC-8 él mismo. La NTSB señaló que, dado que ambos pilotos eran capitanes, tenían puestos directivos en la aerolínea y tenían antecedentes similares, tendrían dificultades para cuestionarse entre sí debido a la falta de autoridad en la cabina de vuelo: 35 
El capitán Avery, como piloto al mando, debió haber supervisado y cuestionado las acciones del capitán Lemming, pero tanto su papel de piloto al mando como su papel de instructor fueron informales en el momento en el que empezó la emergencia. : 35–36 
Según las cajas negras y el tornillo de ajuste del estabilizador horizontal recuperado del lugar del accidente, el capitán Lemming había ajustado el estabilizador horizontal del DC-8 a 175 nudos (201 mph; 324 km/h) en lugar de los 184 nudos (212 mph; 341 km/h) como se tenía previsto. Los procedimientos de Airborne Express exigían que el DC-8 se ajustara a 1,5 nudos (1,7 mph; 2,8 km/h) antes de la velocidad de pérdida. A pesar del ajuste incorrecto del ajuste del estabilizador, el avión todavía era controlable y se podía recuperarse de la  entrada en pérdida. La NTSB concluyó que el ajuste incorrecto del estabilizador horizontal por parte del capitán Lemming no fue un factor en el accidente.: 34 
La NTSB examinó los registros de mantenimiento del vuelo 827 y revisó los procedimientos de Airborne Express para probar el sistema de advertencia de entrada en pérdida del GPWS, pero no pudo determinar por qué el Stick Shaker no se activó para prevenir a los pilotos.: 36–37 Además, la conciencia situacional de los pilotos de que la aeronave estaba en pérdida fue breve, ya que estaban distraídos por la pérdida del compresor en el motor n.° 2 y las comunicaciones con el controlador de tráfico aéreo. La NTSB también afirmó que una pantalla del ángulo de ataque en la cabina de vuelo podría haber ayudado a la conciencia situacional de los pilotos, pero estos estaban demasiados distraídos. El hecho de que los pilotos no podían ver el horizonte visual durante la noche fue otro factor debido a que la aeronave estuvo en condiciones meteorológicas instrumentales (IMC) desde el momento en que se realizó la maniobra de entrada en pérdida hasta el impacto. : 36–39 
Tanto el capitán Avery y el capitán Lemming nunca habían volado un DC-8 después de una modificación en la aviónica antes del vuelo de prueba hasta el 21 de diciembre (el vuelo de prueba inicial que fue cancelado), aunque el director de programas técnicos de vuelo declaró haber autorizado a Avery para los vuelos de prueba como piloto al mando después de una modificación. : 44–46 

## Causa
La Junta Nacional de Seguridad en el Transporte (NTSB) publicó el informe final el 15 de julio de 1997, concluyendo las posibles causas del accidente:

Las causas probables del accidente fueron las acciones inadecuadas de los controles de vuelo del piloto al mando (capitán Lemming) durante el intento de recuperarse de la entrada en pérdida, la falta del piloto a cargo (capitán Avery) para reconocer, supervisar y corregir estas acciones inadecuadas de los controles, y la falla de la aerolínea ABX para establecer un programa de evaluación funcional formal que incluyera pautas de programa, requisitos y entrenamiento del piloto adecuados para el desempeño de estos vuelos. A esto se le sumó a la falla del sistema de advertencia de entrada en pérdida en el Stick Shaker inhabilitado y la fidelidad inadecuada del simulador de entrenamiento de ABX para el DC-8 para reproducir las características reales de una entrada en pérdida en la aeronave.

—  Junta Nacional de Seguridad del Transporte (NTSB)

También se le atribuyó como causa del accidente:

Airborne Express no estableció un programa adecuado para los vuelos de prueba, lo que resultó en un entrenamiento inadecuado.

Un factor externo del accidente fue:

El ineficiente sistema de supervisión del mantenimiento causando que el compresor en el motor n.° 2 fallara y distraerá a los pilotos de vuelo, sin un horizonte visual, los pilotos pudieron haber sufrido de desorientación espacial y Airborne Express no exigiera que las pruebas de vuelo se completaran antes del anochecer. : 49–50 

Airborne Express estuvo de acuerdo con los investigadores de la NTSB en que los pilotos utilizaron los  procedimientos incorrectos, pero  cuestionó otros dos hallazgos, citando que el capitán Avery tenía experiencia previa controlando al Douglas DC-8 durante una entrada en pérdida, y Airborne declaró que los procedimientos de entrada en pérdida revisados se implementaron completamente en el momento del accidente. 

## Consecuencias
La NTSB efectuó siete recomendaciones de seguridad a la Administración Federal de Aviación. La NTSB también reiteró una recomendación previa referente al ángulo de ataque tras el accidente del vuelo 965 de American Airlines el 20 de diciembre de 1995:

Requiere que todos los aviones de transporte cuenten con pilotos formados en ángulo de ataque en formato visual, y que todas las aerolíneas formen a sus pilotos para obtener la configuración de máximo ascenso posible.: 27 

Lynn Scully, esposa de Brian Scully, presentó una demanda contra Airborne Express por veinte millones de dólares.

## Dramatización
Este accidente fue presentado en un episodio de la vigesimocuarta temporada de la serie de televisión canadiense Mayday: catástrofes aéreas, titulado «Vuelo de prueba mortal».